# Mamduk Yamal
Mamduk Yamal o Abu Zakaria al Yamal (1959 - 3 de enero de 2009) fue uno de los principales comandantes del ala militar de Hamás en Gaza. Las Fuerzas de Defensa Israelíes atacaron durante la noche del 3 de enero de 2009 al vehículo que conducía Mamduk Yamal en la ciudad de Gaza, resultando Yamal muerto, mismo que se desempeñaba como uno de los principales comandantes militares a cargo de varias brigadas de lanzamiento de cohetes. Yamal se convirtió en el segundo líder relevante del movimiento islamista fallecido desde que comenzó la Operación Plomo Fundido, luego de la muerte de Nizar Rayan.